# Can Maset (Torroella de Fluvià)
Can Maset és un edifici situat al carrer de la Força, al municipi de Torroella de Fluvià, a la comarca de l'Alt Empordà, a Catalunya. Aquesta obra arquitectònica està inclosa en l'Inventari del Patrimoni Arquitectònic de Catalunya.

## Història
L'edifici de Can Maset data del segle xvi, com la major part dels que configuren el carrer de la Força. Al llarg del temps ha experimentat diverses modificacions i reformes; així, a la llinda de la porta de la façana del carrer de la Força apareix la inscripció "Joan Costa me fecit 1766" (1), i a la façana del carrer de Vilamacolum, a la llinda de la porta hi ha gravada la darrera data de restauració de l'edifici, el 1984.
A la tanca del pati posterior hi ha un fragment de la muralla medieval de Torroella de Fluvià.

## Descripció
Can Maset està situada a un extrem del carrer de la força, a la cantonada amb el carrer de Vilamacolum. És un edifici de planta rectangular, amb teulada a dues vessants a dos nivells. La façana del carrer de la Força presenta porta d'accés allindanada, amb una inscripció del segle xviii. Al primer pis hi ha dues finestres allindanades. La façana del carrer de Vilamacolum té, a la planta baixa, dos contraforts i tres obertures allindanades: la de la dreta és la porta d'accés i les altres dues són finestres. Al primer pis hi ha quatre finestres allindanades, emmarcades en pedra, i al segons pis dos balcons ampitadors d'arc de mig punt amb marc de maó.